# Liljeholmsbron
Liljeholmsbron (en français : ponts de Liljeholm) est un pont à bascule situé à Stockholm en Suède,. 

## Situation
Liljeholmsbroarna, familièrement Liljeholmsbron, sont deux ponts à haubans parallèles entre Södermalm et Liljeholmen. Les ponts ont été construits respectivement en 1928 et 1954.
Les ponts constituent un maillon important de l'infrastructure de la ville et sont desservis par les transports publics, la circulation automobile, piétonne et cycliste. 
Le trafic maritime passe également sous les ponts.
Liljeholmsbron est un pont à double bascule qui enjambe Årstaviken entre Hornstull à Södermalm et Liljeholmen. 
Le pont actuel a été construit en deux étapes, en 1928 et 1954 et a été précédé de plusieurs ponts historiques. 
Liljeholmsbron forme la frontière entre Årstaviken à l'est et Liljeholmsviken à l'ouest.
Liljeholmsbron est aussi le nom de la rue qui mène au pont depuis Långholmsgatan.
À l'initiative de l'autorité portuaire, le conseil municipal de Stockholm a décidé en mars 1925 de confier à l'autorité portuaire la tâche de faire construire un nouveau pont routier avec environ 16 mètres de hauteur libre de voile au-dessus du niveau moyen de l'eau et 16 mètres de largeur pour un coût estimé à 4 115 000 SEK, le prix incluant les routes d'accès nécessaires.
Les travaux de fondation dans la baie de Liljeholm se sont avérés difficiles et pour enfoncer les pieux (pieux en béton de 38 × 38 cm), une grue à pieux spéciale a été achetée en Allemagne. Les travaux de fondation commencèrent en mars 1926 et en juin 1927 l'installation de la superstructure en fer du pont put commencer.
Le plus proche de la place Hornsplan, le premier pont à haubans de 1928 se compose d'un viaduc en béton de 43 mètres de long en trois travées. L'autre partie – à l'exception de la travée à rabat – est construite comme un pont à poutres continues avec une superstructure en fer composée de poutres en acier rivetées.
Celles-ci sont soutenues par de hauts piliers en béton, sauf au-dessus de la gare de triage du côté de Liljeholm, où ils reposent sur des supports de piliers en fer.
Le 15 mai 1954, le pont fut agrandi avec une section orientale ayant exactement la même apparence. 
Cette fois, le concepteur était K. Arvid Wickert. Cette partie orientale mesurait 14,1 mètres de large, dont 7,5 mètres pour la chaussée. La section orientale du pont est à sens unique en direction nord, la section ouest du pont en direction sud. 
Liljeholmsbron est désormais télécommandé depuis Hammarbyslussen. 
Jusqu'en 1966, la Riksväg 1/route européenne 4 passait par Liljeholmsbron.
En 2016, Liljeholmsbron, après Västerbron et Skanstullsbron, est devenu le troisième pont de Stockholm à être équipé d'un garde-corps plus haut pour rendre plus difficiles les tentatives de suicide spontanées en sautant du pont.

## Galerie

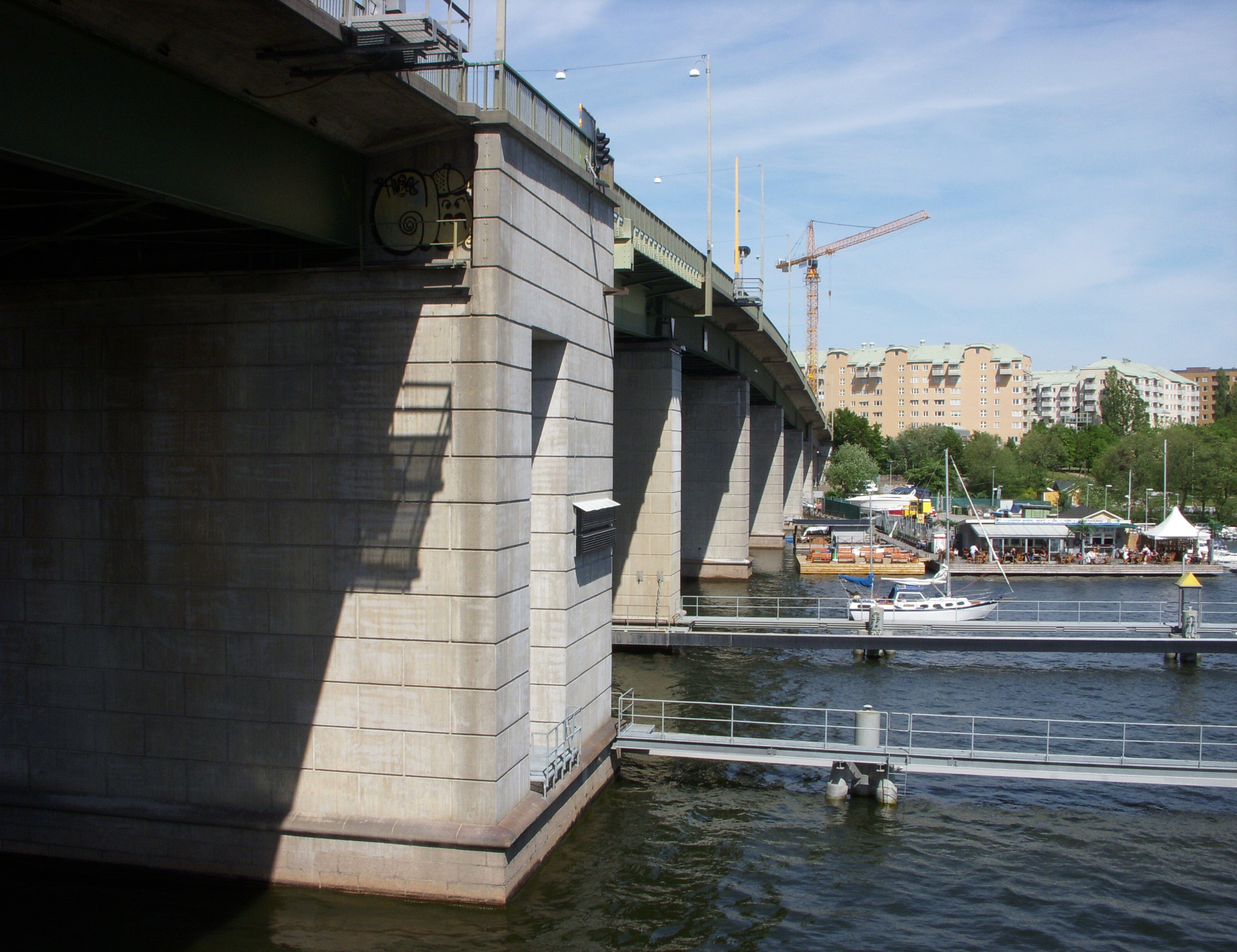
Côté est du pont.
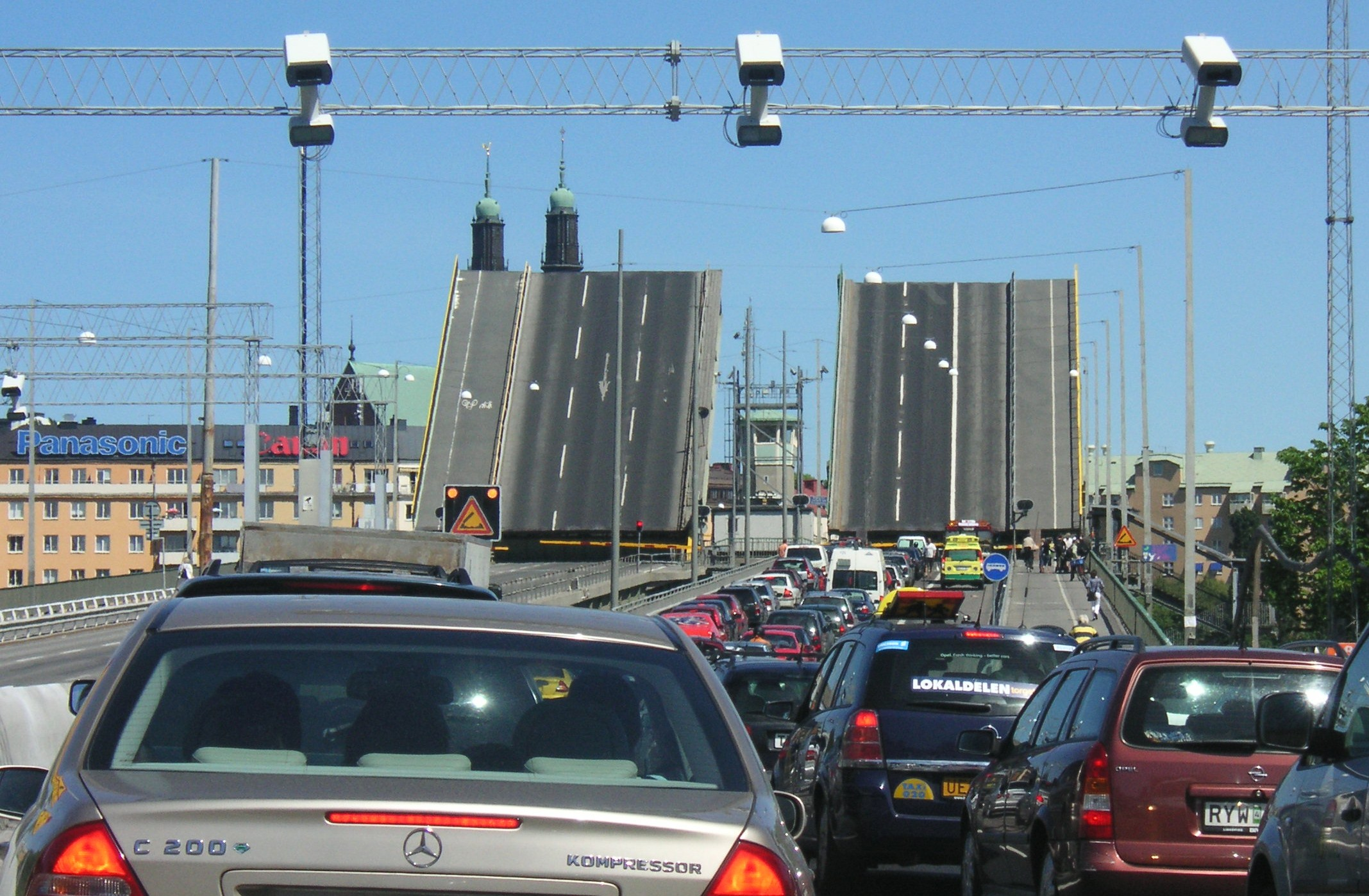
Ouverture du pont aux heures de pointe.
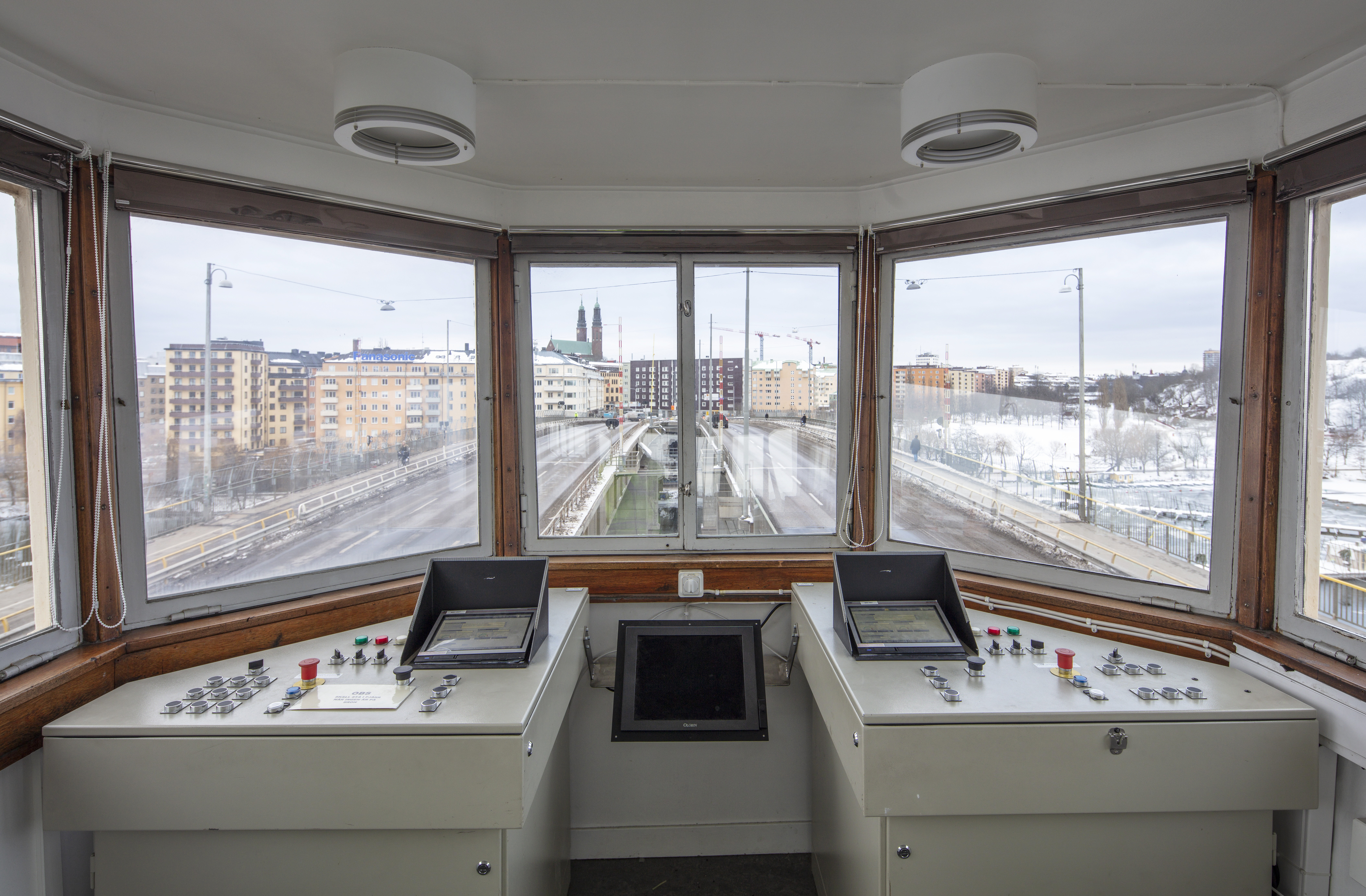
Espace de manœuvre, vue vers Södermalm.
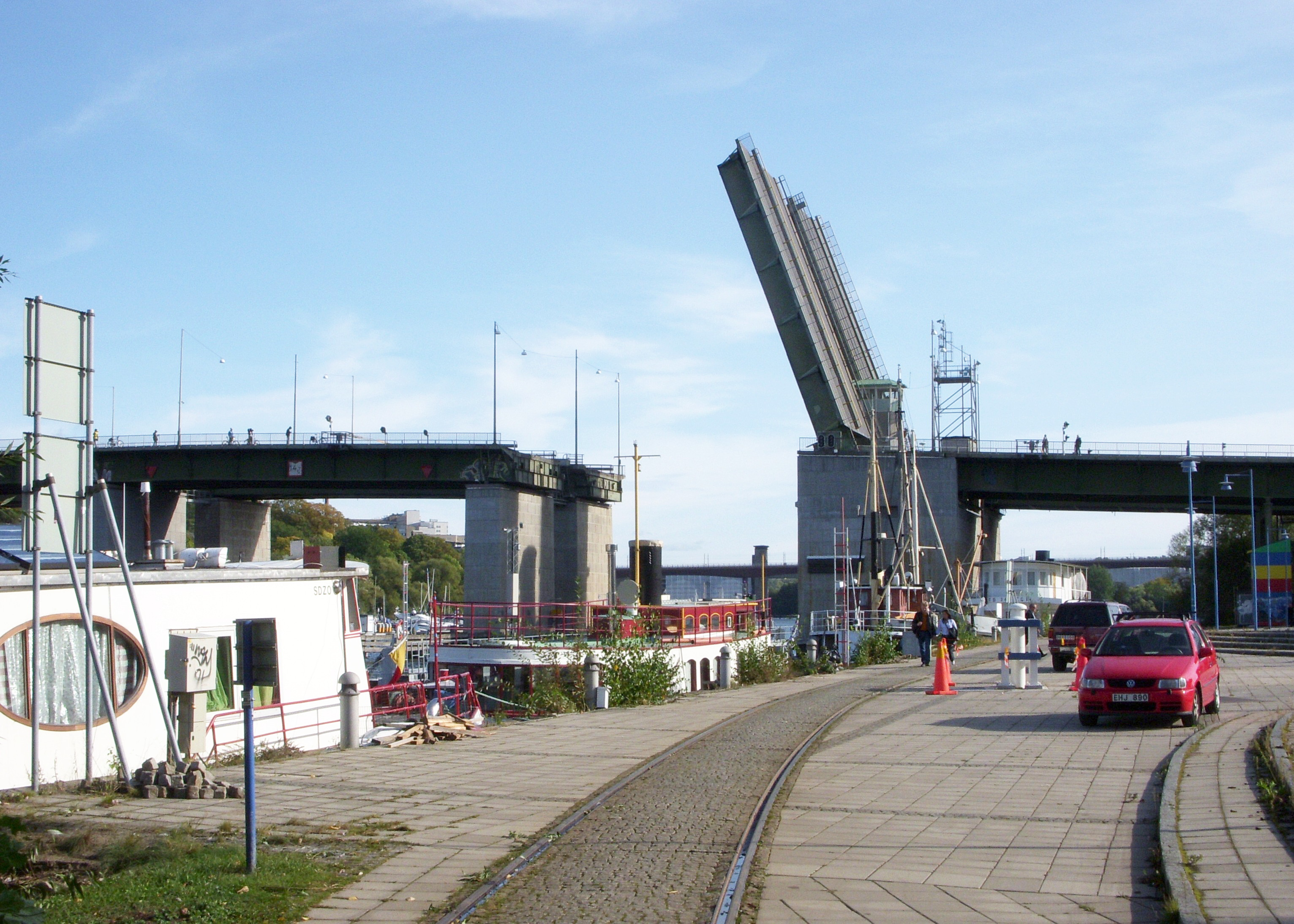
Ouverture du pont, vue depuis Liljeholmshamnen
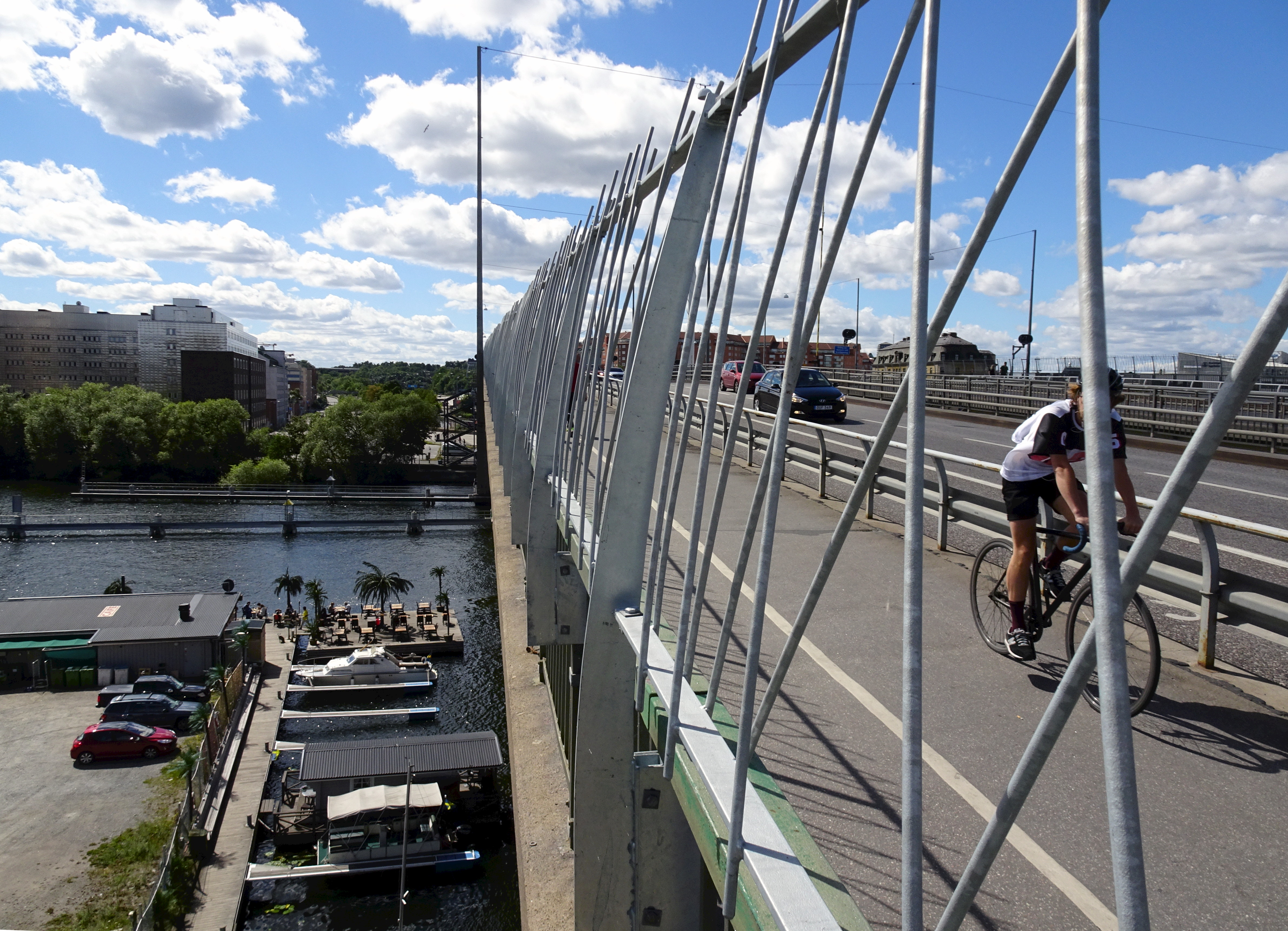
Le garde fou.